# 寸性奇

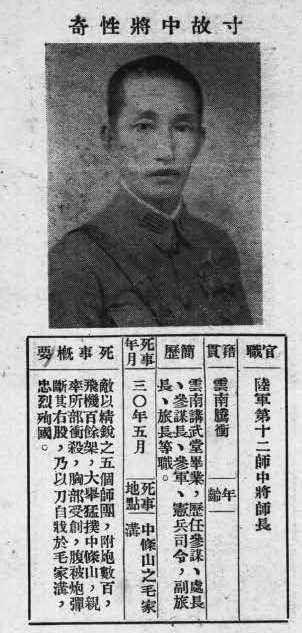
《抗戰軍人忠烈錄》（第一輯）中的寸性奇烈士遺像

寸性奇（1895年—1941年5月13日），雲南騰衝縣人，中華民國軍人，官至中將，於中日戰爭期間陣亡的中國軍方高級將領之一。
寸性奇1937年後駐守山西中條山。1941年因戰功升至陸軍第十二師師長，官拜中將。1941年5月，日軍進攻該區，他於5月7日陣亡於山西毛家灣。埋葬于腾冲国殇墓园。1942年3月27日，中華民國政府特以1454號褒揚令明令褒揚。

## 生平
1909年考入云南昆明讲武堂并立志从军。
在革命思想的影响下，1910年加入孙中山领导的同盟会。
1911年10月30日，云南革命党人响应武昌起义，发动事變，寸性奇奉令率新军中革命党人秘密潜入昆明城内，殺死守城人员，砸开城门，使起义军大队入城。又跟部队向五华山进军，消灭顽抗的清军。
1917年，积极投身护法运动，由于屡立战功，历任川边镇守使少校参谋，南溪县长等职。
1923年因讨伐陈炯明有功，被孙中山任命为大本营少将参军，中央直辖宪兵司令等要职。1926年，国民革命军北伐，他以国民革命军第三十一军参谋处长职务随部队挥师北上。
1927年，被提升为陆军第三十四旅少将副旅长，并任过陆军第三军参谋长。
国军抗日阵亡《荣哀录》载：寸性奇虽为师长，却无官架，常一身蓝布衣，食只二三小菜一汤，乐访士兵疾苦，士兵反映问题，立即解决。并特别强调，他的师“经理情形与他师不同，财政公开，一文不贪。”在驻守中条山的4年中，守必固，攻必克，为第三军主力。
1939年秋12月，第三军唐淮源将军回滇奔母丧，寸将军代理军长职指挥作战，在中条山小岭阵地争夺战中，亲自指挥作战，血战九昼夜不下火线，击毙日军大队长江岛，联队长重松受重伤，击毙日军3000余人。
1940年，日军在《冬季作战教训》中检讨小岭战役惨败时称：“皆因‘支那军第三军战力顽强，和机动果敢，皇军不能把握战机所至’。”
1941年，日军第36师团、37师团进攻第3军12师。37师团227联队上田胜大佐率日军进攻。寸性奇在张家坪指挥伏击，击毙日军少田胜少将，以劣势力量歼灭日军227联队主力。
第3军顽强战力尤其令日军惧怕，而日军在13次进攻中条山失败之际，更畏称寸将军为“中国战神”。

## 牺牲
1937年7月7日，日本侵略者发动全面侵华战争，寸性奇请缨上阵，奉令任陆军第三十四旅旅长率部北上，与日军激战于井陉、阳泉地区。旋以战功擢升为陆军第十二师师长。奉令转入中条山区。
1941年5月，日军秘密集中10余万军队，使用大量飞机、大炮、对中国军队阵地发动突然袭击，寸性奇陆军第十二师抵抗。当时，天降大雨，山路泥泞；加上日军飞机严密封锁黄河各渡口，中国陆军后方支援弹药无法迅速补充。日军连续冲锋，突破十二师左邻王家窑头阵地，双方战线犬牙交错，相互混战，第十二师因孤立无援，渐处劣势。
此时，寸性奇奉上级命令，率部队突围来到樊家沟，5月10日向五福涧前进，刚至张家坪，与日军大队遭遇，双方肉搏战后，第十二师退守大任坪，再由架桑夺路出击。11日晚，被日军重兵合围，国民革命军第三军军长唐淮源鼓励士兵与中条山共存亡，战斗到底。寸性奇听后，厉声对其部下说：“诚如军长言，吾侪今日惟奋力杀敌耳！枪在手，剑在腰，不令为贼服也。济则为国争光，不济以死继之。”
12日，日军攻陷国民革命军左翼水谷朵高地，寸性奇亲率奋勇队与敌人搏杀，不幸胸部中弹。这时他已得知军长唐淮源殉国的消息，悲痛万分，仍强忍伤痛，大呼“杀贼”，率军冲向敌阵。
13日晚，他的右腿被日军炮火炸断。寸性奇以重伤之躯，率余众数十人突击至毛家湾，再次遭遇日军重重拦截，在交战中，寸性奇左腿被炸断。
此时，寸性奇要求团长黄仙谷等突围快走，“我腿已断，不必管我；我决心殉国，以保全国人格。”言毕即抽剑自裁。在场部属泪如雨下，日军袭来后无一离开，全体壮烈牺牲。
35团机枪二连一排长听闻师长阵亡，带领六名士兵冒炮火寻找师长遗体，寻得后决定就地安葬。在两名士兵中弹身亡后，余众仍抢埋不止，直至被日军俘虏。
当日晚，有村民卢世友等四人感念于寸性奇节义，在夜间冒险赶到完成安葬。

## 荣誉
国民革命时期深受孙中山倚重，亲自授衔为大本营中将参军及中央直辖滇军中将宪兵司令。
1937年，获国民政府军事委员会颁发“云麾勋章”一枚。
1940年，获国民政府军事委员会颁发“陆海空甲种勋章”一枚，褒字1373号。1985年由寸性奇将军之子寸品德上校捐献至中国军事博物馆。
1942年，云南省主席龙云在滇为唐、寸二将军及殉难将士举办追悼会。蒋介石敬献挽联：“百战功勋著河山，双忠大节壮中原。”
1942年3月27日，中华民国政府特以1454号褒扬令明令褒扬。
1943年，其父寸大进老先生恨自己已经88岁高龄，已经无力报国，遂绝食而亡，死后双目不瞑。
1986年5月10日，中华人民共和国民政部颁发“革命烈士证书”。
2014年9月，寸性奇将军名列第一批300名著名抗日英烈和英雄群体名录。